# Átjáró-barlang (Dömös)
Az Átjáró-barlang a Visegrádi-hegységben található egyik üreg. A Duna–Ipoly Nemzeti Parkban, Dömös területén van.

## Leírás
Az Átjáró-barlang a Vadálló-kövek felülről harmadik sziklatornyának a keleti oldalán, közvetlenül a turistaösvény mellett található.
A boltozott rész hossza 2,7 méter, a szélessége 1,2 méter és a magassága 1,2–1,5 méter. A járat iránya megközelítőleg észak-déli. Az alsó, északi bejárata 1,1 méter széles és 1,2 méter magas, az ösvényről látható. A felső bejárata a turistaösvény felett három méternyire, egy kőmellvéd mögött van. Egy sziklalépcsővel kezdődik, majd a járat lejt az alsó bejárat felé. A felső bejáratnál egy virágos kőris él.

## Kialakulás
Áltektonikus üreg. Úgy keletkezett, hogy a toronytól egy méternyire lévő hatalmas kőre ráborult egy másik nagy kő, és az alatta lévő rést befedte.

## Kutatástörténet
Az üreget 1997-ben kutatták át Gönczöl Imréék, akik elkészítették leírását és térképét. A 2001. november 12-én készült Magyarország nemkarsztos barlangjainak irodalomjegyzéke című kézirat barlangnévmutatójában szerepel az Átjáró-barlang. A barlangnévmutatóban meg van említve az az egy irodalmi mű, amely foglalkozik az üreggel. A 366. tétel nem említi, a 365. tétel említi. A 2014. évi Karsztfejlődésben megjelent tanulmányban az olvasható, hogy a Dömösön található Átjáró-barlang 3,1 m hosszú és 1,8 m magas. A Visegrádi-hegység 101 barlangjának egyike.